# Odette Talazac
Pour les articles homonymes, voir Talazac (homonymie).
Odette Pauline Talazac, née le 6 mai 1883 à Paris 9e et morte le 29 mars 1948 à Paris 17e, est une actrice française.

## Biographie
Fille du ténor Jean-Alexandre Talazac, célèbre en son temps, et de son épouse la soprano Hélène Fauvelle, elle débuta par le chant et le music-hall, avant de se tourner vers le théâtre puis le cinéma. Elle épousa en 1900 à Chatou le joaillier Georges Aucoc.

## Filmographie
- 1929 : Les Deux Timides de René Clair : la chanteuse
- 1929 : Figaro de Gaston Ravel et Tony Lekain : Marceline
- 1929 : Le Collier de la reine de Gaston Ravel et Tony Lekain : Mme de Misezy
- 1930 : Le Petit Chaperon rouge d'Alberto Cavalcanti : La fermière
- 1930 : Le Sang d'un poète de Jean Cocteau
- 1930 : L'Enfant de l'amour de Marcel L'Herbier : Une invitée
- 1931 : Le Million de René Clair : La cantatrice
- 1931 : Une nuit au paradis de Pierre Billon et Carl Lamac
- 1931 : Un coup de téléphone de Georges Lacombe : Mme Molleton
- 1931 : Le Monsieur de minuit de Harry Lachman : Poupette
- 1931 : Le congrès s'amuse de Jean Boyer et Erik Charell
- 1932 : Plaisirs de Paris d'Edmond T. Gréville
- 1932 : Le Petit Écart de Henri Chomette et Reinhold Schünzel : Une cliente
- 1932 : Pan!... Pan!... de Georges Lacombe - court métrage -
- 1932 : La Femme nue de Jean-Paul Paulin : Mme Garzin
- 1932 : Barranco, Ltd d'André Berthomieu
- 1932 : Tout à la joie - court métrage -
- 1933 : Quatorze juillet de René Clair
- 1933 : Une femme au volant de Pierre Billon et Kurt Gerron
- 1933 : Gonzague ou L'Accordeur  de Jean Grémillon - court métrage -
- 1933 : Je suis un homme perdu de Edmond T. Gréville - court métrage -
- 1933 : Georges et Georgette de Roger Le Bon et Reinhold Schünzel
- 1933 : Faut réparer Sophie d'Alexandre Ryder : Mme Lanapoule
- 1933 : C'était un musicien de Maurice Gleize et Frederick Zelnik
- 1933 : Baby de Pierre Billon et Carl Lamac : Rose Bienfait
- 1933 : Un jour viendra de Gerhard Lamprecht et Serge Veber
- 1934 : 300 à l'heure de Willy Rozier
- 1934 : Le Rosaire de Gaston Ravel et Tony Lekain
- 1934 : Maternité de Jean Choux
- 1934 : La Maison dans la dune de Pierre Billon
- 1934 : Antonia, romance hongroise de Jean Boyer et Max Neufeld : Marcza
- 1934 : Le Billet de mille de Marc Didier
- 1935 : Le Crime de monsieur Lange de Jean Renoir : La femme du concierge
- 1935 : La Fille de Madame Angot de Jean Bernard-Derosne : Cysalise
- 1935 : La Marmaille de Dominique Bernard-Deschamps
- 1935 : Promesses de René Delacroix
- 1935 : Le Rapide 713 de René Pujol - court métrage -
- 1935 : Meutes et Kangourous de René Delacroix - court métrage -
- 1936 : La Rose effeuillée de Georges Pallu
- 1936 : L'Argent de Pierre Billon
- 1936 : La Peur ou Vertige d'un soir de Viktor Tourjansky
- 1936 : Anne-Marie de Raymond Bernard : La bonne
- 1936 : Mayerling d'Anatole Litvak : La nourrice
- 1937 : Paris de Jean Choux
- 1937 : Les Petites Alliées de Jean Dréville : La mère Agasson
- 1937 : L'Alibi de Pierre Chenal : La logeuse
- 1937 : Au service du tsar de Pierre Billon : la baronne
- 1937 : Monsieur Bégonia d'André Hugon : Une cliente
- 1937 : Nuits de feu de Marcel L'Herbier : Une tzigane
- 1937 : Courrier Sud de Pierre Billon : L'aubergiste
- 1937 : Le Mariage de Véréna de Jacques Daroy
- 1937 : Aventure Hawaïenne de Raymond Leboursier - court métrage -
- 1938 : Entrée des artistes de Marc Allégret : La "sociétaire"
- 1938 : L'Affaire Lafarge de Pierre Chenal : L'aubergiste
- 1938 : Gibraltar de Fyodor Otsep
- 1939 : L'Esclave blanche de Marc Sorkin : La femme de Soliman
- 1939 : Coups de feu de René Barberis
- 1939 : Quartier Latin d'Alexander Esway, Christian Chamborant et Pierre Colombier : La propriétaire
- 1939 : La Règle du jeu de Jean Renoir : Charlotte de La Plante
- 1939 : La Fin du jour de Julien Duvivier : La chanteuse
- 1941 : Madame Sans-Gêne (non créditée) de Roger Richebé : Nanette
- 1942 : Pension Jonas de Pierre Caron : La concierge
- 1942 : L'assassin habite au 21 de Henri-Georges Clouzot : Mme Point, la gérante de la pension de famille
- 1942 : Rue Bonaparte de René Ginet - court métrage - : la concierge
- 1943 : Feu Nicolas de Jacques Houssin : Fanny Barbizonde
- 1944 : L'aventure est au coin de la rue de Jacques Daniel-Norman : La concierge
- 1944 : Le Voyageur sans bagage de Jean Anouilh : La cuisinière
- 1944 : Graine au vent de Maurice Gleize : La nourrice
- 1944 : Coup de tête (non créditée) de René Le Hénaff
- 1946 : Le Bateau à soupe de Maurice Gleize : La mère Vignoboul
- 1946 : Lunegarde de Marc Allégret
- 1946 : Impasse de Pierre Dard : Mme Dubois
- 1946 : Au petit bonheur de Marcel L'Herbier
- 1946 : La Nuit de Sybille de Jean-Paul Paulin
- 1947 : Rendez-vous à Paris de Gilles Grangier : Mme Gomez
- 1947 : Le Château de la dernière chance de Jean-Paul Paulin : Une cliente
- 1948 : Clochemerle de Pierre Chenal : Mme Girodot

## Théâtre
- 1934 : Tessa, la nymphe au cœur fidèle adaptation Jean Giraudoux d'après Basil Dean et Margaret Kennedy, mise en scène Louis Jouvet, Théâtre de l'Athénée
- 1937 : Rêves sans provision de Ronald Gow, mise en scène Alice Cocéa, Comédie des Champs-Élysées
- 1937 : Pacifique de Henri-René Lenormand, mise en scène Alice Cocéa, Théâtre des Ambassadeurs
- 1938 : Le Corsaire de Marcel Achard, mise en scène Louis Jouvet, Théâtre de l'Athénée
- 1938 : Knock de Jules Romains, mise en scène Louis Jouvet, Théâtre de l'Athénée
- 1939 : Ondine de Jean Giraudoux, mise en scène Louis Jouvet, Théâtre de l'Athénée
- 1944 : Antigone de Jean Anouilh, mise en scène André Barsacq, Théâtre de l'Atelier
- 1945 : La Maison de Bernarda Alba de Federico García Lorca, mise en scène Maurice Jacquemont, Studio des Champs-Élysées
- 1946 : Roméo et Jeannette de Jean Anouilh, mise en scène André Barsacq, Théâtre de l'Atelier
- 1947 : Antigone de Jean Anouilh, mise en scène André Barsacq, Théâtre de l'Atelier